# جولای نقاب‌دار کوچک
جولای نقاب‌دار کوچک (نام علمی: Ploceus intermedius) نام یک گونه از سرده جولاها است.